# -daal
-Daal in plaatsnamen duidt op "beschutte plaats". Varianten van dit toponiem zijn dal, deel of del, in verfranste gebieden ook als dael of delle.
De spelling met -ae- is in feite de verouderde weergave van de lange a-klank, die in de middeleeuwen algemeen aldus werd gespeld. 
Etymologisch is -daal verwant met ons moderne dal, ook in andere talen komen verwante vormen voor. Opvallend is het Griekse θόλος (tholos), dat juist "koepel" betekent, en dus de omgekeerde vorm weergeeft. Zo'n omkering is niet uniek: een ander voorbeeld is het Nederlandse duin, dat verwant is met het Engelse down ("heuvel", maar via de vorm a-down ook "naar beneden"). 

## Enkele voorbeelden
- Leefdaal
- Remersdaal
- Roosdaal
- Roosendaal
- Rosendaël, vroeger dorp bij, thans wijk van Duinkerke
- Rozendaal
- Schepdaal
- Veenendaal
- Voerendaal
- Zutendaal

- Park Frankendaal in de Watergraafsmeer

## Tuindorp Vreewijk
Vreewijk, ook wel tuindorp Vreewijk, is een wijk in de Rotterdamse deelgemeente Feijenoord.
Begin jaren 80  van de 20e eeuw werden de Olmendaal en de Meiendaal, aan de zuidkant van de Groene Zoom gerenoveerd en werden de huizen vergroot. Begin jaren 90  werden gedeeltelijk de Beukendaal, Eikendaal, Frankendaal, Berkendaal, Iependaal en Olmendaal afgebroken en vervangen door nieuwbouw: de "Nieuwe Dalenbuurt".

## Familienamen
Zoals veel vaker gebeurd is, hebben mensen ook achternamen aangenomen die op een plaatsaanduiding teruggaan. Voorbeelden:  
- Van Daal, Van Dale,  Van Daele en Van Dalen.
- In samengestelde vorm: Roozendaal, Ruijzendaal, Ruisendaal, Ruizendaal, Ruyzendaal